# Classique des Alpes
La Classique des Alpes era una corsa in linea maschile di ciclismo su strada che si svolgeva annualmente tra Chambéry ed Aix-les-Bains, in Francia. Dal 1991 al 2004 la gara fu riservata ai professionisti; dal 2007 viene invece organizzata a livello juniores.
Il primo vincitore fu il francese Charly Mottet, mentre l'ultimo lo spagnolo Óscar Pereiro. Laurent Jalabert è stato l'unico ciclista a vincere due volte la corsa, nel 1996 e nel 1998.

## Albo d'oro
Aggiornato all'edizione 2004.
| Anno | Vincitore              | Secondo              | Terzo                  |
| ---- | ---------------------- | -------------------- | ---------------------- |
| 1991 | Charly Mottet          | Robert Millar        | Luc Leblanc            |
| 1992 | Gilles Delion          | Luc Leblanc          | Dante Rezze            |
| 1993 | Eddy Bouwmans          | Thierry Claveyrolat  | Jean-Cyril Robin       |
| 1994 | Oliverio Rincón        | Laurent Roux         | Ronan Pensec           |
| 1995 | Ramón González Arrieta | Gérard Rué           | Richard Virenque       |
| 1996 | Laurent Jalabert       | Luc Leblanc          | Íñigo Cuesta           |
| 1997 | Laurent Roux           | Laurent Madouas      | José María Jiménez     |
| 1998 | Laurent Jalabert       | Francesco Casagrande | Benoît Salmon          |
| 1999 | Unai Osa               | Benoît Salmon        | David Etxebarria       |
| 2000 | José María Jiménez     | Fernando Escartín    | Lance Armstrong        |
| 2001 | Iban Mayo              | Lance Armstrong      | Pavel Tonkov           |
| 2002 | Santiago Botero        | Óscar Sevilla        | Jørgen Bo Petersen     |
| 2003 | Francisco Mancebo      | Benoît Salmon        | David Millar           |
| 2004 | Óscar Pereiro          | Iban Mayo            | José Enrique Gutiérrez |